# Lista de episódios de Rome
Rome é uma série de televisão da HBO criada por John Milius, William J. MacDonald e Bruno Heller, exibida de 2005 a 2007. A série se passa na Roma Antiga durante a República no século I a.C., e retrata a vida de personagens famosos da época, como Júlio César, Marco António, Otávio e Cleópatra, que estiveram envolvidos em conflitos políticos, intrigas e batalhas que culminaram na instituição do Império Romano como forma de governo.

## Primeira Temporada
1. The Stolen Eagle (A Águia Roubada);
2. How Titus Pullo Brought Down the Republic (Como Tito Pullo Destruiu A República);
3. An Owl in a Thornbush (Uma coruja No Arbusto);
4. Stealing From Saturn (Roubado De Saturno);
5. The Ram Has Touched The Wall (O Aríete Alcançou A Parede);
6. Egeria (Egéria);
7. Pharsalus (Farsália);
8. Caesarion (Cesárion);
9. Utica (Útica);
10. Triumph (O Triunfo);
11. The Spoils (Os Espólios De Guerra);
12. Kalends of February (Os Primeiros dias de Fevereiro).

## Segunda temporada
1. Passover (A passagem do poder);
2. Son of Hades (O filho de Plutão);
3. These Being the Words of Marcus Tullius Cicero (Estas são as palavras de Marco Túlio Cícero);
4. Testudo Et Lepus - The Tortoise And the Hare (A tartaruga e a Lebre);
5. Heroes of the Republic (Os Heróis da República);
6. Philippi (Filipe);
7. Death Mask (A máscara da Morte);
8. Necessary Fiction (Uma ficção necessária);
9. Deus Impeditio Esuritori Nullus - No God Can Stop a Hungry Man (Nem Deus Consegue Parar Um Homem Faminto);
10. De Patre Vostro - About Your Father (Serie Finale) (Sobre seu pai).